# Кригла
Кригла је стаклена посуда за пиће, цилиндричног облика са обавезном ручком. Кригле се израђују углавном од дебелог стакла, јер су првенствено намијењене за пиво, а дебело стакло дуже задржава садржај кригле хладним.
Кригла обликом подсјећа на теглу, јер је скоро потпуно цилиндрична, нема грла, па је отвор на врху посуде приближно једнаког пречника као и дно посуде. Ручка је на кригли обавезна, јер иста посуда без ручке се углавном назива чаша или тегла.
У српском језику ријеч кригла подразумијева само стаклену посуду. Посуде од других материјала и са варијацијама у облику зову се шоља, врч, бокал и слично.
У другим језицима ријеч кригла је као посуда често обухваћена заједничким именом за бокал, врч или шољу.

## Разне кригле
- Типична кригла једноставног облика
- Кригла са стопицом
- Тегла са ручком или кригла са навојима
- Кригла пива
- Кригла са врхом за усмјеравање течности